# Höskuldur Þorgeirsson
Höskuldur Þorgeirsson (Thorgeirsson, n. 986) fue un vikingo y bóndi de Ljósavatn, Suður-Þingeyjarsýsla en Islandia. Era uno de los hijos de Þorgeir Ljósvetningagoði, y aparece como personaje en la saga Ljósvetninga. En la saga no se menciona a su esposa, pero se cita a cuatro hijos: Halldór (n. 1012), Vigdís Höskuldsdóttir (n. 1014) casada con el bóndi Oddur Þorgeirsson (n. 1010), Þórarinn (n. 1016), y Þorvarður (n. 1018).